# José P. Saldaña
José Pedro Saldaña Treviño (Monterrey, Nuevo León; 19 de octubre de 1891-ibíd; 11 de julio de 1992) fue un destacado político, escritor, periodista, historiador y militar mexicano. Fue además cronista de la ciudad de Monterrey desde 1967 y hasta su fallecimiento.

## Biografía
Nació en Monterrey, Nuevo León, el 19 de octubre de 1891. Realizó estudios comerciales en esa misma ciudad. Llegó a destacar en la vida política de Nuevo León como miembro de los partidos Liberal de Nuevo León y Constitucional Nuevoleonés. Llegó a militar en la Revolución Mexicana al lado del general José E. Santos. 
Fue diputado a la XXVIII Legislatura Federal (1918 - 1920), Secretario de la Cámara de Diputados en 1919, y en 1922 se desempeñó en la subdirección del Departamento Legal del Senado de la República. En 1935 fue oficial mayor de gobierno durante la administración de Gregorio Morales Sánchez. Llegó a ser encargado del despacho del poder ejecutivo en octubre y noviembre de dicho año. 
Residió temporalmente en Ciudad Victoria, Tamaulipas, y fue articulista en los periódicos La Prensa, Redención y El Día, además de las revistas Ícaro, Sueño, Solidaridad y otras. Fue  colaborador y redactor de planta de los periódicos: El Sol y Mundo Nuevo de Monterrey, La Opinión y El Mundo de Tampico, La Opinión de Torreón y La Prensa de San Antonio, Texas; además fue editorialista por muchos años de El Norte de Monterrey.
José P. Saldaña fue consejero y director de diversas instituciones bancarias y sociales; también fue gerente del centro Patronal de Nuevo León por más de treinta años. Fue director de la revista Actividad, órgano de la Cámara Nacional de Comercio de Monterrey. En 1943 fue parte de la comisión, junto con Santiago Roel Melo, Héctor González y Carlos Pérez Maldonado, que creó el escudo del Estado de Nuevo León.
Fue escritor de temas literarios y jurídico-sociales; sin embargo, su producción principal es de carácter histórico. Fue presidente honorario de la Sociedad Nuevoleonesa de Historia y autor de algunos artículos aparecidos en Humanitas, anuario de la Universidad de Nuevo León. Llegó a colaborar para el periódico El Porvenir de Monterrey, en el que publicó centenares de artículos. En 1967 fue designado cronista de Monterrey.
José P. Saldaña falleció en Monterrey el 11 de julio de 1992, a pocos meses de cumplir 101 años de edad.

## Obra
- Del pasado y del presente. Páginas de verdad y de combate (1917)
- Mi actuación como diputado al Congreso de la Unión (1919)
- Estampas antíguas de Monterrey (1942)
- Manual práctico de la Ley Federal del Trabajo (1943)
- Historia y tradiciones de Monterrey (1943)
- Casos y cosas de Monterrey (1945)
- Episodios históricos (1948)
- La novela de Juan Luis (1951)
- Episodios contemporáneos (1955)
- Episodios de ayer (1959)
- Apuntes históricos sobre la industrialización de Monterrey (1965)
- Mercado Colón (1966)
- Casa del general Bernardo Reyes (1966)
- El riesgo profesional en relación a la responsabilidad del empresario (1966)
- Monterrey de 1920 a 1930 (1967)
- Grandeza de Monterrey (1968)
- Crónicas históricas I (1972)
- Crónicas históricas II (1975)
- Crónicas históricas III (1982)
- Crónicas históricas IV (1986)
- Del triunfo al destierro (1987)
- El escudo de Nuevo León (1987)
- ¿Y qué hicimos? (1988)
- Año de 1900 (1989)
- El general Porfirio Díaz en Monterrey (1990)
- Apuntes sobre Monterrey (1990)
- Apuntes políticos y Socioeconómicos de Monterrey (1991)
- Fulgores democráticos (post mortem, 1993)